# Ronde van Italië 2017/Vijfde etappe
De vijfde etappe van de Ronde van Italië 2017 werd gereden op 10 mei 2017 van Pedara naar Messina. De etappe was 159 kilometer lang. Onderweg was er één beklimming van de vierde categorie. 

## Verloop
Er waren twee vroege vluchters, Jevgeni Sjaloenov en Maciej Paterski. Zij werden op 14 km voor de finish ingerekend door het peloton, waardoor een massasprint onvermijdelijk leek. 
Het parcours bevatte een lokale ronde door de stad Messina, de finishlijn moest twee keer gepasseerd worden. Vlak voor de eerste passage van de finish, op 5 kilometer van de finish, raakte Luka Pibernik na een bocht op een gaatje van het peloton en zette dit door. Hij juichte bij de eerste passage van streep, in de veronderstelling dat hij de etappe gewonnen had. Uiteindelijk werd Pibernik 148e.
In de massasprint om de echte etappezege won Fernando Gaviria zijn tweede etappe in deze Giro.

## Uitslag
| Pedara - Messina (159 km) |                        |                               |          |
| Plaats                    | Naam                   | Ploeg                         | Tijd     |
| Winnaar                   | Fernando Gaviria       | Quick-Step Floors             | 3u40'11" |
| 2                         | Jakub Mareczko         | Wilier Triestina-Selle Italia | z.t.     |
| 3                         | Sam Bennett            | BORA-hansgrohe                | z.t.     |
| 4                         | André Greipel          | Lotto Soudal                  | z.t.     |
| 5                         | Phil Bauhaus           | Team Sunweb                   | z.t.     |
| 6                         | Kristian Sbaragli      | Team Dimension Data           | z.t.     |
| 7                         | Ryan Gibbons           | Team Dimension Data           | z.t.     |
| 8                         | Roberto Ferrari        | UAE Team Emirates             | z.t.     |
| 9                         | Jasper Stuyven         | Trek-Segafredo                | z.t.     |
| 10                        | Enrico Battaglin       | Team LottoNL-Jumbo            | z.t.     |
| 11                        | Vjatsjeslav Koeznetsov | Team Katjoesja Alpecin        | z.t.     |
| 12                        | Aleksej Tsatevitsj     | Gazprom-RusVelo               | z.t.     |
| 13                        | Adam Yates             | Orica-Scott                   | z.t.     |
| 14                        | Jan Tratnik            | CCC Sprandi Polkowice         | z.t.     |
| 15                        | Matteo Montaguti       | AG2R La Mondiale              | z.t.     |
| 16                        | Domenico Pozzovivo     | AG2R La Mondiale              | z.t.     |
| 17                        | Salvatore Puccio       | Team Sky                      | z.t.     |
| 18                        | Georg Preidler         | Team Sunweb                   | z.t.     |
| 19                        | Mirco Maestri          | Bardiani CSF                  | z.t.     |
| 20                        | Geraint Thomas         | Team Sky                      | z.t.     |
|                           |                        |                               |          |
| 38                        | Steven Kruijswijk      | Team LottoNL-Jumbo            | z.t.     |

| Bergsprint Andronico-Sant'Alfio (cat. 4) |                      |                       |        |
| Plaats                                   | Naam                 | Ploeg                 | Punten |
| Blauwe trui                              | Maciej Paterski      | CCC Sprandi Polkowice | 3      |
| 2                                        | Jevgeni Sjaloenov    | Gazprom-RusVelo       | 2      |
| 3                                        | Daniel Teklehaimanot | Team Dimension Data   | 1      |

| Tussensprint Taormina |                   |                       |        |
| Plaats                | Naam              | Ploeg                 | Punten |
| Paarse trui           | Maciej Paterski   | CCC Sprandi Polkowice | 20 1   |
| 2                     | Jevgeni Sjaloenov | Gazprom-RusVelo       | 16     |
| 3                     | Fernando Gaviria  | Quick-Step Floors     | 12     |

| Tussensprint Roccalumera |                   |                       |           |
| Plaats                   | Naam              | Ploeg                 | Punten    |
| Paarse trui              | Maciej Paterski   | CCC Sprandi Polkowice | 20 (3") 1 |
| 2                        | Jevgeni Sjaloenov | Gazprom-RusVelo       | 16 (2")   |
| 3                        | Fernando Gaviria  | Quick-Step Floors     | 12 (1")   |

## Klassementen
| Algemeen klassement |                    |                        |           |
| Plaats              | Naam               | Ploeg                  | Tijd      |
| Roze trui           | Bob Jungels        | Quick-Step Floors      | 23u22'07" |
| 2                   | Geraint Thomas     | Team Sky               | + 6"      |
| 3                   | Adam Yates         | Orica-Scott            | + 10"     |
| 4                   | Domenico Pozzovivo | AG2R La Mondiale       | z.t.      |
| 5                   | Vincenzo Nibali    | Bahrein-Merida         | z.t.      |
| 6                   | Tom Dumoulin       | Team Sunweb            | z.t.      |
| 7                   | Nairo Quintana     | Movistar Team          | z.t.      |
| 8                   | Bauke Mollema      | Trek-Segafredo         | z.t.      |
| 9                   | Tejay van Garderen | BMC Racing Team        | z.t.      |
| 10                  | Andrey Amador      | Movistar Team          | z.t.      |
| 11                  | Thibaut Pinot      | FDJ                    | z.t.      |
| 12                  | Mikel Landa        | Team Sky               | z.t.      |
| 13                  | Davide Formolo     | Cannondale-Drapac      | z.t.      |
| 14                  | Ilnoer Zakarin     | Team Katjoesja Alpecin | + 14"     |
| 15                  | Steven Kruijswijk  | Team LottoNL-Jumbo     | + 23"     |
| 16                  | Wilco Kelderman    | Team Sunweb            | z.t.      |
| 17                  | Rui Costa          | UAE Team Emirates      | + 46"     |
| 18                  | Tanel Kangert      | Astana Pro Team        | + 54"     |
| 19                  | Jan Polanc         | UAE Team Emirates      | + 58"     |
| 20                  | Simone Petilli     | UAE Team Emirates      | + 1'14"   |
|                     |                    |                        |           |
| 25                  | Maxime Monfort     | Lotto Soudal           | + 2'17"   |

| Puntenklassement |                      |                     |        |
| Plaats           | Naam                 | Ploeg               | Punten |
| Paarse trui      | Fernando Gaviria     | Quick-Step Floors   | 138    |
| 2                | André Greipel        | Lotto Soudal        | 99     |
| 3                | Kristian Sbaragli    | Team Dimension Data | 76     |
| 4                | Daniel Teklehaimanot | Team Dimension Data | 74     |
| 5                | Jasper Stuyven       | Trek-Segafredo      | 62     |
|                  |                      |                     |        |
| 41               | Tom Dumoulin         | Team Sunweb         | 5      |

| Bergklassement |                            |                        |        |
| Plaats         | Naam                       | Ploeg                  | Punten |
| Blauwe trui    | Jan Polanc                 | UAE Team Emirates      | 43     |
| 2              | Daniel Teklehaimanot       | Team Dimension Data    | 23     |
| 3              | Ilnoer Zakarin             | Team Katjoesja Alpecin | 18     |
| 4              | Jacques Janse van Rensburg | Team Dimension Data    | 15     |
| 5              | Geraint Thomas             | Team Sky               | 12     |
|                |                            |                        |        |
| 15             | Tom Dumoulin               | Team Sunweb            | 4      |

| Jongerenklassement |                 |                   |           |
| Plaats             | Naam            | Ploeg             | Tijd      |
| Witte trui         | Bob Jungels     | Quick-Step Floors | 23u22'07" |
| 2                  | Adam Yates      | Orica-Scott       | + 10"     |
| 3                  | Davide Formolo  | Cannondale-Drapac | z.t.      |
| 4                  | Jan Polanc      | UAE Team Emirates | + 58"     |
| 5                  | Simone Petilli  | UAE Team Emirates | + 1'14"   |
|                    |                 |                   |           |
| 8                  | Laurens De Plus | Quick-Step Floors | + 7'09"   |

| Ploegenklassement (tijd) |                    |           |
| Plaats                   | Ploeg              | Tijd      |
| 1                        | Cannondale-Drapac  | 70u06'51" |
| 2                        | UAE Team Emirates  | + 7"      |
| 3                        | Movistar Team      | + 36"     |
| 4                        | Astana Pro Team    | + 3'03"   |
| 5                        | Bahrein-Merida     | + 3'20"   |
|                          |                    |           |
| 13                       | Lotto Soudal       | + 16'51"  |
| 14                       | Team LottoNL-Jumbo | + 18'49"  |

1e etappe ·
2e etappe ·
3e etappe ·
4e etappe ·
5e etappe ·
6e etappe ·
7e etappe ·
8e etappe ·
9e etappe ·
10e etappe ·
11e etappe ·
12e etappe ·
13e etappe ·
14e etappe ·
15e etappe ·
16e etappe ·
17e etappe ·
18e etappe ·
19e etappe ·
20e etappe ·
21e etappe
Startlijst · Eindstanden · Afbeeldingen